# Down Ampney
Down Ampney è un villaggio e parrocchia civile dell'Inghilterra, appartenente alla contea del Gloucestershire.